# Стадион Петровски
Стадион Петровски је стадион фудбалског клуба Зенит из Санкт Петербурга.

## Историја стадиона
Први стадион на овој локацији играђен је између 1924. и 1925. године. Званично је отворен 26. јула 1925. године. Током Другог светског рата је потпуно уништен да би између 1957. и 1961. године био поново обновљен. У то време је имао капацитет од 33 000 седећих места. Детаљно је реконструисан пре олимпијских игара 1980. године.
Стадион је био домаћин игара добре воље 1994. године. У то време, после детаљне реконстукције стадиона,  број седећих места је смањен на 21 405.